# Ulochlaena fumea
Ulochlaena fumea là một loài bướm đêm trong họ Noctuidae.